# Yabisi guaba
Yabisi guaba är en spindelart som beskrevs av Cristina A. Rheims och Antonio D. Brescovit 2004. Yabisi guaba ingår i släktet Yabisi och familjen Hersiliidae. Inga underarter finns listade i Catalogue of Life.